# Sunday Sermons
Sundays Sermons é uma música feita pela cantora americana de música cristã contemporânea Anne Wilson. Foi lançada no 14 de janeiro do ano de 2022 como o segundo single de seu primeiro álbum de estúdio, My Jesus (2022). Anne Wilson coescreveu a música com Ben Glover e Jeff Sojka. A canção alcançou o quinto lugar na parada de melhores músicas cristãs dos Estados Unidos.

## Atecedentes
Em 10 de janeiro de 2022, Wilson falou que lançaria um novo single intitulado Sundays Sermons no dia 14 de janeiro, aproveitando a música para pré-venda digital e também oferecendo aos fãs um trecho da música enviado por mensagem de texto. A canção foi lançada em 14 de janeiro de 2022, sendo acompanhada por um lyric video da música. Sundays Sermons veio depois do lançamento do single de estreia My Jesus e do single com tema natalino I Still Believe in Christmas, de 2021.